# Dagoba
Dagoba é uma banda de metal industrial e groove metal da França, formada em 2000 pelo vocalista Shawter. Izakar (Guitarra) e Franky (bateria) também são membros da banda de black metal Blazing War Machine.

## História
Em 2001, o Dagoba assinaram com a Enternote Records e gravaram o seu primeiro EP: Release the Fury que além das faixas acompanha um vídeo da música "Rush", pois fora lançado em formato Digipak. O EP recebeu comentários muito positivos da mídia.
Em março de 2003, Dagoba lançou um álbum intitulado com o próprio nome da banda. O som da banda tinha mudado bastante em relação  ao EP Release the Fury. Mesmo após Stephan ter deixado a banda ela continuou, agora como um quarteto, e deu a distribuição dos direitos autorais à EMI. Em seguida realizaram uma turnê bem sucedida por toda a Europa.
Em fevereiro de 2006, após dois anos, Dagoba lança What Hell Is About, produzido pela Tue Madsen. Muito diferente do último álbum, What Hell Is About traz um lado mais sombrio, com um som mais gótico. Simen Hestnæs do Dimmu borgir, Borknagar e Arcturus tem participações em duas músicas.
Em 29 de setembro de 2008 lançaram um novo álbum, o Face The Colossus produzido pela Tue Madsen, e lançado pela Season of Mist.
O último álbum de estúdio se chama Black Nova, e foi lançado em 25 de agosto de 2017, pela Century Media.

## Integrantes

### Atuais
- Shawter – vocais
- Izakar – guitarra
- Werther – baixo
- Franky – bateria

### Ex-integrantes
- Stephan - guitarra

## Discografia
Álbuns de estúdio
- Dagoba (2003)
- What Hell Is About (2006)
- Face The Colossus (2008)
- Poseidon (2010)
- Post Mortem Nihil Est (2013)
- Tales of the Black Dawn (2015)
- Black Nova (2017)

EP
- Release the Fury (2001)

Álbum ao vivo
- Hellfest MMXIV (2014)

## Videografia
- "Rush"
- "Another Day"
- "The Things Within"
- "Black Smoker"